# Colobostema fumipenne
Colobostema fumipenne är en tvåvingeart som beskrevs av Günther Enderlein 1926. Colobostema fumipenne ingår i släktet Colobostema och familjen dyngmyggor. Inga underarter finns listade i Catalogue of Life.